# Les Aventures de Beauchesne, capitaine flibustier
 (décembre 2023).
Les Avantures de Monsieur Robert Chevalier, dit de Beauchêne, capitaine de flibustiers dans la Nouvelle-France, simplifié par les Éditions Libretto en Les Aventures de Beauchesne, capitaine flibustier, est un roman d'Alain-René Lesage paru de 1732 à 1734 à Paris.
Le livre se présente comme une autobiographie rédigée par Robert Chevalier, dit de Beauchêne, et remise par sa veuve à Lesage, qui n'y aurait apporté qu'une correction de style avant l'édition.

## Résumé
Le roman est divisé en six livres, dont le premier, le deuxième et le sixième développent les aventures de Beauchêne, flibustier, tandis que le troisième, le quatrième et le cinquième présentent la vie du Comte de Monneville, jeune Français arrivé par de nombreux coups du sort à bord du navire de Beauchêne.

### Livre premier
Né aux environs de Montréal le 23 avril 1686, Beauchêne grandit dans un village exposé aux attaques des Iroquois. Violenté par ses parents, il rêve de s'enfuir pour être recueilli par les Iroquois et découvrir de plus près leurs mœurs, qu'il espère les plus guerrières possibles afin d'assouvir sa passion pour les armes. Alors que son village est attaqué, il court au devant de l'ennemi pour se constituer prisonnier. Au cours de plusieurs années passées à leur côté, il prouve sans mal sa valeur, mais se montre trop imprudent et finit capturé par une troupe française qui le ramène chez lui.
Accoutumé à se battre de pair avec les Indiens, il monte une petite troupe d'Algonquins et part avec eux soutenir les Français assiégés à Port-Royal. Il rencontre là-bas des flibustiers et décide, une fois le siège levé, de rejoindre leur bord, abandonnant ses Algonquins. A la mort du capitaine, les flibustiers désignent Beauchêne pour lui succéder, mais celui-ci estime que son heure n'est pas encore venue.

### Livre deuxième
Multipliant les exploits en mer, Beauchêne devient capitaine et inflige aux Anglais de lourdes pertes. Son équipage finit pourtant par être vaincu et mis aux chaînes, puis envoyé dans une prison irlandaise. La violence des détenus, la cruauté des gardiens, le manque de nourriture, fauchent les compagnons de Beauchêne, seul survivant parmi tous ses camarades. Le jour où il parvient à s'évader, il maudit les Anglais et se jure de devenir leur terreur. De retour aux Caraïbes, il attaque sans répit les vaisseaux anglais et trouve dans l'un deux des prisonniers français, parmi lesquels un certain Comte de Monneville. Beauchêne le reconnaît comme l'homme à la tête de la troupe française qui l'avait capturé dans sa jeunesse, après son séjour chez les Iroquois.
Prié de raconter son histoire, Monneville se lance dans le long récit enchâssé qui occupe la moitié du roman.

### Livre troisième
Conçu hors mariage entre deux jeunes gens de bonne famille, Monneville voit le jour dans une auberge de province, dans laquelle sa mère avait fait halte en chemin vers Paris. La femme de l'aubergiste, elle aussi mère depuis peu, est désignée comme nourrice, mais la première nuit qu'elle passe avec les deux enfants sur lesquels elle doit veiller décide du destin de Monneville. En effet, en se retournant dans son lit, elle écrase sa jeune fille, et doit le lendemain convaincre son mari, par crainte des représailles, que Monneville est cette fille qu'ils ont eu ensemble. Dans le même temps, elle prétend que la mère de Monneville est finalement venue le récupérer.
Monneville passe donc son enfance déguisé en fille, et son véritable genre lui reste longtemps inconnu. Aussi, lorsque la femme de l'aubergiste devient nourrice au château du baron du Mesnil, responsable de la jeune Lucile, Monneville est éduqué à ses côtés sans que cela ne heurte la pudeur du baron. Au cours d'une partie de chasse, le baron du Mesnil tue par colère le père de Monneville égaré sur ses terres. 
Un financier emmène finalement Monneville à Paris, soucieux d'attacher à ses affaires une jeune fille bien instruite. Ses intentions s'avèrent en réalité bien différentes : il souhaite placer cette jeune fille dans un couvent où elle pourra finir de grandir et atteindre à l'abri du monde l'âge d'être épousée. Monneville parvient à se dérober à l'emprise de ce financier, et prend pour la première fois de sa vie un habit et un nom d'homme. Il trouve une place de commis chez un homme d'affaires, mais, accusé à tort d'avoir engrossé sa fille, il est exilé en Nouvelle-France. 

### Livre quatrième
En route vers l'Amérique, Monneville se lie d'amitié avec la jeune mademoiselle Duclos. Une fois à terre, ils sont envoyés tous deux dans un fortin militaire à la frontière qui sépare les territoires Français des Hurons. Melle. Duclos se rend fréquemment chez le groupe de Hurons établi près du fortin, s'initie à leur vie et leur devient familière, au point qu'ils la réclament pour cheffe. Elle introduit chez eux une éducation chrétienne, et fait à Monneville un long plaidoyer sur la tolérance à respecter entre les cultures différentes, illustrant son argumentaire de ce qu'aurait pu être le récit d'un groupe de Hurons s'ils avaient découvert, après une longue traversée, l'Europe, qui aurait alors été leur Nouveau Monde à eux.
Monneville, en faveur au fortin, hérite d'une grande demeure dans laquelle il invite le nouveau gouverneur du fortin et sa femme. Pris de passion pour cette dernière, il décide de s'éloigner de Nouvelle-France pour écarter le risque de salir son honneur. Il embarque pour retourner en France et revenir sur les lieux où il a grandi.

### Livre cinquième
De retour en France, Monneville passe plusieurs mois à Paris à flamber une partie de sa fortune avec de jeunes débauchés. Il y rencontre par hasard le frère de Melle. Duclos, qui souhaite absolument retrouver sa sœur. En attendant de faire avec lui le voyage jusqu'en Nouvelle-France, Monneville rachète la terre qui avait appartenu à son père, et se présente, cette fois-ci sous un habit d'homme, à Lucile et sa belle-mère, qui l'avaient connu, enfant, sous un habit de fille.
Il découvre que la baronne n'est autre que sa mère : ayant appris la mort de son ancien amant, elle s'est résolue à épouser le baron du Mesnil, ignorant que celui-ci était l'assassin du père de Monneville. Il épouse Lucile et se prépare à retourner en Amérique avec le frère de Melle. Duclos, mais celui-ci se casse une jambe et Monneville doit partir seul.
A son arrivée, il apprend la mort de Melle. Duclos, et décide de rentrer en France, la mort dans l'âme. Mais son navire est pris par les Anglais ; Monneville est fait prisonnier et vendu comme esclave à Boston. C'est là qu'il est chargé à bord d'un autre navire, lequel est attaqué par Beauchêne, qui libère les prisonniers Français. Le récit de Monneville s'arrête là, et c'est Beauchêne qui reprend la parole au dernier livre du roman.

### Livre sixième
Le long des côtes africaines, l'équipage de Beauchêne est vaincu par deux navires gardes-côtes anglais. La tentative de rébellion de Beauchêne prouve aux Anglais que ce prisonnier est trop dangereux pour être gardé à bord, et il est abandonné sur terre avec les autres meneurs dans une zone désertique. Malgré la perte de plusieurs compagnons, Beauchêne parvient à traverser le désert et rejoint un comptoir français implanté dans le royaume houéda. De là, Beauchêne gagne le Brésil, où sa tête est mise à prix.
Le roman s'interrompt sur la victoire d'un groupe de flibustiers lors d'une razzia sur Montserrat, aux mains des Anglais.

## Réception de l'œuvre
La question de la fiabilité de ces mémoires a longtemps été discutée par les historiens. Si certains ont donné foi à l'authenticité de ces mémoires, comme Charles de la Roncière, d'autres, comme Gilbert Chinard, attribuent la majorité des épisodes racontés à l'affabulation romanesque de Lesage. 
Ces débats sur le degré d'authenticité du texte tournent autour de deux éléments : d'abord, la présence de nombreuses précisions, que Lesage aurait difficilement pu connaître sans avoir consulté des notes biographiques rédigées par Beauchêne. Ensuite, à côté de ces éléments biographiques, les historiens ont relevé des confusions géographiques et chronologiques. Si on peut attribuer ces imprécisions à un défaut de mémoire de la part de Beauchêne, la présence de personnages fictifs et l'exagération à l'extrême des exploits du flibustier ne peut relever quant à elle que du romanesque introduit par Lesage. Par ailleurs, Lesage introduit quelques développements moraux sur les coutumes des Hurons, ainsi que le long récit de la vie du Comte de Monneville, un personnage inventé de toutes pièces. 
Le consensus actuel sur l'authenticité du texte est ainsi résumé par René Baudry, qui affirme que Lesage a tissé un roman à partir d'éléments biographiques fournis par Beauchêne (ici appelé Chevalier) : « En somme, Chevalier fut un aventurier hâbleur et sans scrupule, qui eut la bonne fortune de rencontrer un écrivain de talent pour le sortir de l’ombre et le transformer en héros de roman. » Si ce texte constitue la source la plus complète pour connaître la vie de Beauchêne, il doit donc faire l'objet de grandes précautions pour démêler l'histoire de la légende.